# Hilary Grivich
Hilary Grivich, (23 de maio de 1977 - 4 de maio de 1997) foi uma ginasta estadunidense, que competiu em provas de ginástica artística.
Treinada por Béla Karolyi, possui entre os maiores arquivamentos de sua carreira a medalha de prata no Mundial de Indianápolis, em 1991, conquistada na prova por equipes, ao lado das companheiras Shannon Miller, Kim Zmeskal, Betty Okino, Kerri Strug e Michelle Campi. Cotada para disputar os Jogos Olímpicos de Barcelona, acabou não conquistando a vaga durante o Pré-Olímpico. Faleceu dias antes de completar vinte anos, em um acidente de automóvel em Houston.